# Fishlake National Forest
Fishlake National Forest is een bos in centraal Utah en ligt ten oosten en westen om Richfield in Sevier county in de Verenigde Staten. Het is vernoemd naar het grootste meer in het bos. Het werd opgericht in 1899. Het bos is circa 5700 km² en is verdeeld in vier districten.